# Hallische Jahrbücher
Die Hallischen Jahrbücher waren eine Zeitschrift, die 1838–1843 zuerst in Preußen, dann im Königreich Sachsen erschien. Sie gelten als das wichtigste publizistische Organ der Junghegelianer.

## Geschichte
Die Hallischen Jahrbücher für deutsche Wissenschaft und Kunst (bis 1840 mit Untertitel Kritiken. Charakteristiken. Correspondenzen. Übersichten.) wurden 1838 von Arnold Ruge, damals Privatdozent an der Universität Halle, gegründet. Mitbegründer war Theodor Echtermeyer. Beim Beginn ihres Erscheinens war es gelungen zwischen 150 und 180 Mitautoren zu gewinnen. Es waren Vertreter aller wissenschaftlichen Richtungen, Schriftsteller und Dichter, die mit ihren Ideen zu gesellschaftspolitischen Veränderungen vor der Revolution 1848 beitrugen. Als Tagebücher konzipiert erschienen die Hallischen Jahrbücher sechs Mal pro Woche mit dem Allgemeinen Deutschen Intelligenzblatt als Beilage. Es gab auch Artikel von Prominenten wie dem Philosophen Ludwig Feuerbach und Dichtern wie Bettina von Arnim und Hoffmann von Fallersleben.
Von Anfang an wurden die Veröffentlichungen von der Polizei Metternichs überwacht. Überwachungen jeder Art von öffentlicher Äußerungen war damals übliche innenpolitische Praxis, auch Veranstaltungen an Universitäten waren davon nicht ausgenommen. Im Streit zwischen Protestanten und Katholiken um die Kindererziehung in konfessionell gemischten Ehen 1839 sparten die Herausgeber und Autoren der Hallischen nicht mit Kritik an Staat und Klerus. Darauf wurde das Erscheinen der Blätter in Preußen verboten. Ruge und Echtermeyer ließen sie von Dresden aus weiter in Halle drucken und außerhalb Preußens erscheinen. Doch Preußens Einfluss auf die Dresdner Ständeversammlung machte auch hier schließlich ein weiteres Erscheinen unmöglich. Die Januarausgabe 1843 wurde durch die sächsische Polizei beschlagnahmt. Ruge siedelte nach Paris über und gab die Hallischen Jahrbücher als Deutsch-Französische zusammen mit Karl Marx heraus. Die Bundesversammlung des Deutschen Bundes verbot eine Verbreitung der Jahrbücher für das gesamte Bundesgebiet. Das Erscheinen wurde in Paris 1844 eingestellt.